# Jovana Janković
Jovana Janković (en serbio cirílico, Јована Јанковић; Belgrado, República Socialista de Serbia, Yugoslavia; 25 de abril de 1981) es una presentadora de televisión, considerada la imagen de Radio Televisión de Serbia, el organismo de radiodifusión nacional del país. Junto con Željko Joksimović, fue la presentadora del Festival de la Canción de Eurovisión 2008, celebrado en Belgrado.

## Carrera
Jovana Janković comenzó su carrera televisiva a los 19 años cuando, asistiendo aún a la Universidad de Belgrado, recibió una oferta de trabajo en el canal BKTV. Allí comenzó en 2001 como reportera en espectáculos relacionados con el mundo del cine. Poco después, fue contratada por la televisión nacional, la RTS, entonces cadena estatal de la RF de Yugoslavia, donde se convirtió en una de las presentadoras más jóvenes del ente.
Desde su ingreso en la RTS y su aparición diaria en un programa matinal, Jovana adquirió gran popularidad, y comenzó a aparecer en las portadas de las principales revistas del país, favorecida por su estatura de 1,80 m.
Jovana Janković presentó el sorteo de semifinales del Festival de la Canción de Eurovisión 2008, y el 24 de mayo, junto a Željko Joksimović, la final del certamen, que se celebró en el Belgrado Arena, con la victoria del representante de Rusia, Dima Bilán.

## Vida personal
El 20 de enero de 2012 Jovana contrajo matrimonio con el cantante Željko Joksimović en las Maldivas.